# Jia Sidao
Pour les articles homonymes, voir Jia (homonymie).
Dans ce nom, le nom de famille, Jia, précède le nom personnel Sidao.
Jia Sidao (chinois simplifié : 贾似道 ; chinois traditionnel : 賈似道 ; pinyin : jiǎ sìdào), né en 1213 à Taizhou (Aujourd'hui ville-district de Linhai, dans la ville-préfecture de Taizhou, dans l'actuelle province du Zhejiang, et décédé en août 1275, à Zhangzhou, dans l'actuelle province du Fujian, était un premier ministre de la Dynastie Song du Sud de Chine. Il domina la cour des Song du Sud entre 1260 et 1273.
Il fut nommé au poste de premier ministre durant cette période grâce à sa sœur qui était concubine de l'empereur. Connu pour être corrompu et incompétent, il est également plus connu pour son rôle dans la bataille de Xiangyang (1267 — 1273), durant laquelle il cacha la vraie situation à la cour, se rendant ainsi responsable de sa chute.
Jia Sidao engage pour la première fois une politique de nationalisation des terres, ce qui le rend très impopulaire chez les confucianistes, qui sont en faveur de faibles taxes et d'une intervention modérée de l'état.
Plus tard, durant la bataille de Yihu, son incompétence conduit à la défaite de son camp et le reste de l'armée Song est mis en déroute, laissant le champ libre aux Mongols sur la route de la capitale Hangzhou. Il est exécuté à la suite de cette défaite.

### Sources
- (zh) 李波 et 郑颖, 中华五千年, 内蒙古人民出版社,‎ 2001 (ISBN 7-204-04420-7, OCLC 298181218) (Li Bo et Zheng Yin, 5000 ans d'histoire de la Chine, Éditions populaires de Mongolie-Intérieure)
- (zh) 谷景峰, 贾似道, 大众文艺出版社, coll. « 中国历代奸相丛书 »,‎ 1999, 196 p. (ISBN 9787800946004, OCLC 298159723) (Gu Jinfeng, Jia Sidao, édition de littérature populaire)
- (zh) 徐永恩, 贾似道研究资料汇编, 中国文史出版社,‎ 2013, 564 p. (ISBN 9787503438752) (Xu Yongen, Abrégé des études sur Jia Sidao, édition de littérature et d'histoire de Chine)